# Грегуар М'Біда
Грегуар М'Біда (фр. Grégoire M'Bida, нар. 27 січня 1952, Яунде) — камерунський футболіст, що грав на позиції півзахисника.
Виступав, зокрема, за клуб «Бастія», а також національну збірну Камеруну. У складі збірної — володар Кубка африканських націй.

## Клубна кар'єра
У дорослому футболі дебютував 1975 року виступами за команду «Канон Яунде», в якій провів сім сезонів, чотири рази ставши чемпіоном країни, тричі — володарем національного Кубка, а також одного разу володарем африканського Кубка кубків і двічі — переможцем африканського Кубка чемпіонів
Після вдалих виступів а чемпіонаті світу привернув увагу представників тренерського штабу французького клубу «Бастія», до складу якого приєднався 1982 року. Відіграв за команду з Бастії наступні два сезони своєї ігрової кар'єри, провівши 49 ігор у вищому дивізіоні Франції, в яких забив 3 голи. Згодом з 1984 по 1989 рік грав у складі нижчолігових французьких команд «Анже», «Дюнкерк», «Тонон» та «Седан».
Завершив ігрову кар'єру у люксембурзькій команді «Альянс» (Дюделанж), за яку виступав протягом сезону 1989/90 років.

## Виступи за збірну
У складі національної збірної Камеруну був учасником чемпіонату світу 1982 року в Іспанії, де зіграв у всіх трьох матчах, але команда не вийшла з групи. Грегуар увійшов до історії збірної як автор першого голу в історії команди на чемпіонатах світу, відзначившись на 61-й хвилині матчу проти Італії (1:1). Цей гол так і залишився єдиним для камерунців на тому турнірі.
Також М'Біда брав участь зі збірною у трьох поспіль Кубках африканських націй — 1982, 1984 і 1986 років, і на другому з них, у Кот-д'Івуарі, здобув титул континентального чемпіона, а на наступному, в Єгипті, разом з командою здобув «срібло».
Загалом протягом кар'єри у національній команді, яка тривала 15 років, провів у її формі 32 матчі, забивши 2 голи.

## Титули і досягнення
- Чемпіон Камеруну (4): 1977, 1979, 1980, 1982
- Володар Кубка Камеруну (3): 1976, 1977, 1978
- Володар африканського Кубка чемпіонів (2): 1978, 1980
- Володар Кубка володарів кубків КАФ: 1979
- Володар Кубка африканських націй: 1984
- Срібний призер Кубка африканських націй: 1986